# Indalo

Indalo.

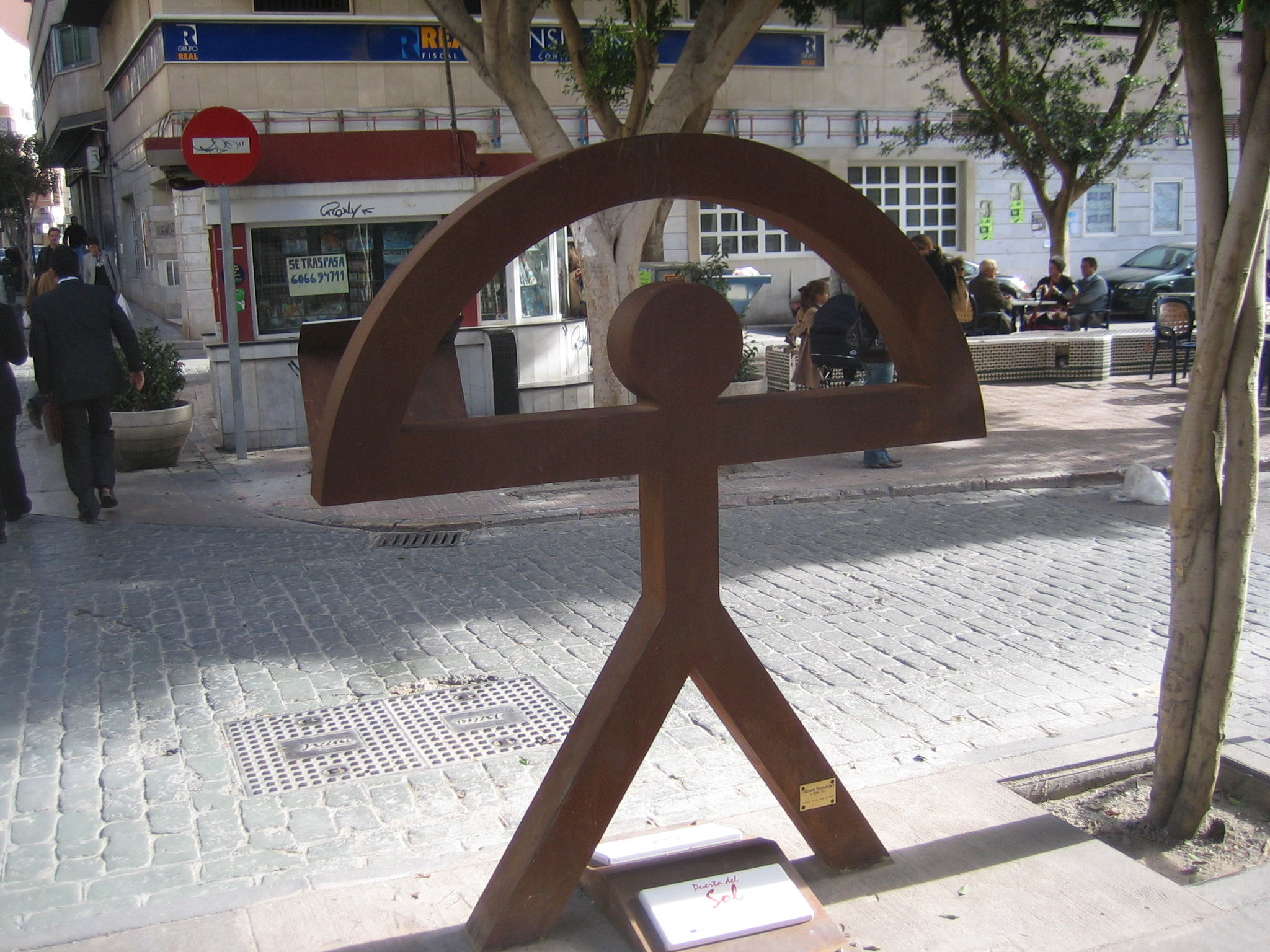
Skuptur av Indalo i Almeria.

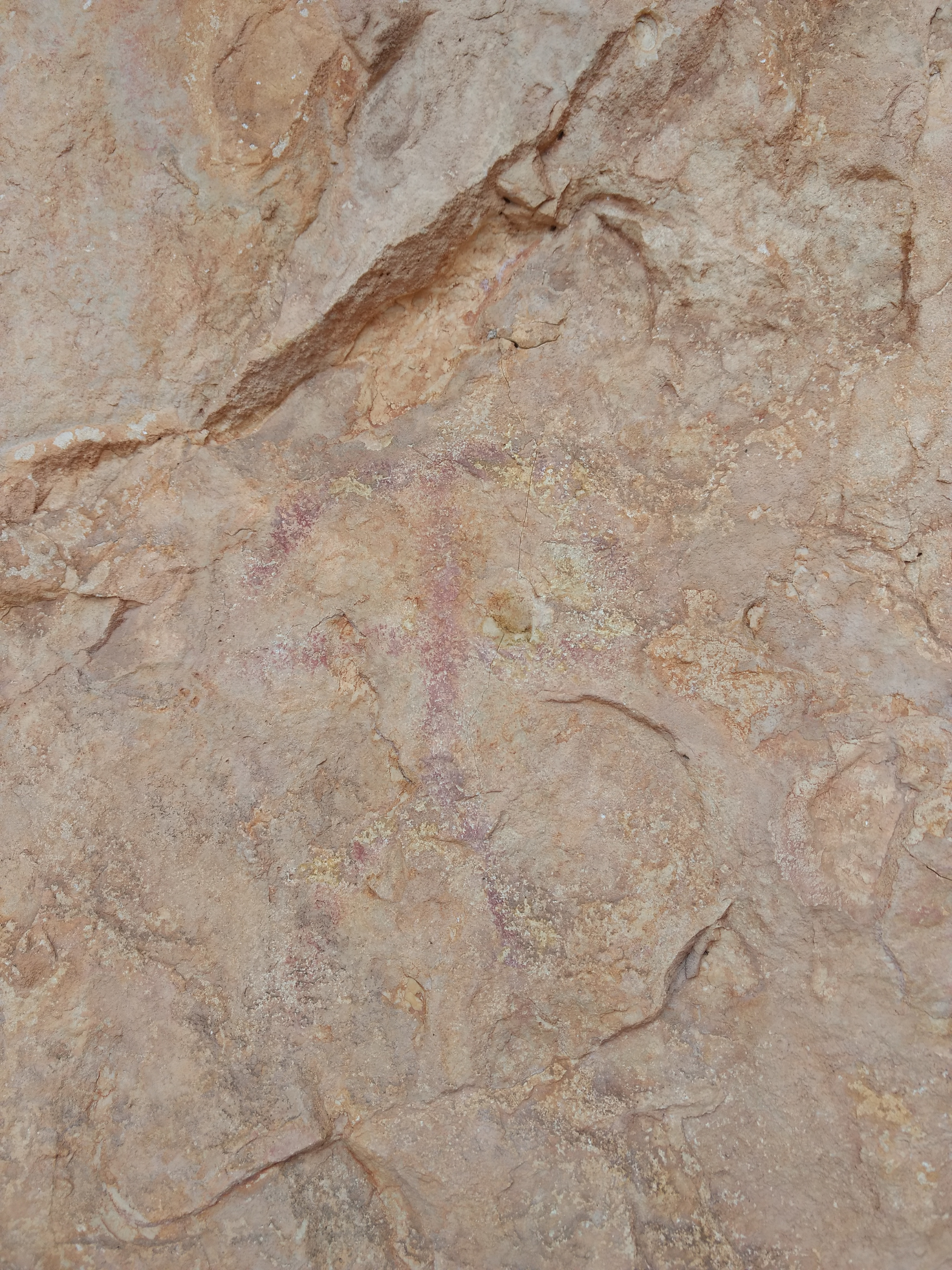
Originalet (Figuren är violett och mycket svår att urskilja, "huvudet" ligger obetydligt till vänster om och obetydligt över mitten i bilden).

Indalo (möjligen uppkallad efter Almerias skyddshelgon Sankt Indaletius, på spanska San Indalecio, eller från Indal eccius, "guds budbärare") är namnet på en förhistorisk människoliknade figur som avbldats i en grottmålning i grottan "Los Letreros" i provinsen Almeria i Andalusien, Spanien där den upptäcktes 1868. Indalo har blivit en lokal symbol för Almeria (speciellt Mojacar) och anses som en symbol för lycka.